# Patinaje artístico en los Juegos Olímpicos de Milán-Cortina d'Ampezzo 2026
Las competiciones de patinaje artístico en los Juegos Olímpicos de Milán-Cortina d'Ampezzo 2026 se realizarán en el Mediolanum Forum de Milán en febrero de 2026.
En total se disputarán en este deporte cinco pruebas diferentes: masculina, femenina, parejas, danza sobre hielo y equipos.